# Андреевский, Иван Самойлович
Иван Самойлович Андреевский (1759—1809) — российский доктор медицины, профессор Московского университета.

## Биография
Родился в селе Дроздовка, близ Нежина (ныне — Черниговский район Черниговской области) в семье православного священника.
Сначала Андреевский учился в Киевской духовной семинарии, затем в Киево-Могилянской академии. Поступил в Московский университет (1792).
Окончив медицинский факультет Московского университета (1796), был назначен прозектором университетского анатомического театра. В письме М. Я. Мудрова, адресованном попечителю М. Н. Муравьёву, деятельность Андреевского на посту прозектора расценивалась весьма критически: «Его должность была показывать нам способ препарирования. Но он не только сего не делал, но ещё препятствовал нам заниматься рассеканием, или давал протухлые трупы, или не впускал в Анатомию, или её не топил, или не давал инструментов для наливания сосудов, или поздно требовал трупов из полиции. Ножи всегда были старые, а самим купить было не на что». Вместе с тем, оставаясь на должности прозектора в течение семи лет, Андреевский сумел приобрести определённую известность как анатом и терапевт. Параллельно он переводил и издавал латинские и греческие религиозно-нравственные сочинения.
В 1803 году Андреевский защитил диссертацию на степень доктора медицины по гельминтологии — первую в России.
В 1800 году Андреевский назначен адъюнктом медицинского факультета, а в сентябре 1805 года — экстраординарным профессором кафедры скотолечения.
Начиная с 1805 года читал физиологию, гигиену, патологию и терапию домашних животных, кроме того, он некоторое время читал фармакологию.

В начале XX века «Русский биографический словарь» так писал об этом человеке: 
Долговременные занятия при анатомическом театре и обширная медицинская практика выработали из Андреевского превосходного, по своему времени, сифилидолога, пользовавшегося громкою известностью, и ему поручено было преподавание «любострастных болезней». О сифилисе Андреевский читал, придерживаясь Фрице, Пленка и Фалька — известных сифилидологов конца прошлого столетия. Андреевский славился также, как прекрасный знаток древних языков, в особенности латинского. Основательным знанием этих языков, как и вообще своим образованием, он во многом обязан был преосвященному Илариону (Кондратковскому), епископу переяславскому, а потом — новгород-северскому. Под влиянием этого духовного ученого, Андреевский, будучи уже прозектором, не переставал заниматься переводами с греческого и латинского сочинений религиозно-нравственного содержания. Одно из них посвящено епископу Илариону; в посвящении, между прочим, говорится, что «чувствия благодарности со стороны трудившегося в переводе оной имеют своего первого виновника в особе его» (Илариона). Андреевскому принадлежит также огромная — по своим результатам — заслуга в скотоврачебном и сельскохозяйственном отношении: он первый начал преподавание элементарной ветеринарии. Для этого он брал от помещиков крепостных крестьян "на выучку"; таким образом появились у нас первые ученые коновалы… По общему отзыву биографов, Андреевский был одним из ученейших и трудолюбивейших профессоров Московского университета начала XIX века.
Похоронен на Лазаревском кладбище в Москве.

## Избранная библиография
Андреевский И. С. оставил после себя следующие труды:
- «Диететика, или Наука, представляющая правила весьма нужные и полезные к сохранению здравия», пер. с франц. соч. Жана Гулена. — М., 1791;
- «Новый полный методический лечебник конский, скотский и других домашних животных, как-то: овец, коз и т. д.». — М., 1793;
- «J. F. Waltheri Myologiae Ueber manualis, in usum anatomes studiosorum translatus in linguam latinam» (Mosquae, 1795).
- «Изображение правил к сбережению конского здравия и проч.» — М., 1796;
- «Гигиена или предохранительная конская медицина Ф. Э. Ла Фосса», пер. с франц., М., 1796;
- «Dissertatio inauguralis medica, sistens observationes anatomicas, susceptionem intestinorum verminosam illustrantes» (Mosquae, 1803).
- «Краткое начертание Анатомии домашних животных» (М., 1804).
- «Начальные основания медицины — ветеринарии или о скотолечении» (М., 1805).
- «Наставление, руководствующее к предупреждению армейских болезней и сохранению здравия военнослужащих, находящихся в лагерях и гарнизонах» (Труд Прингля, перевод с французского — М., 1807).

Им были переведены несколько сочинений религиозно-нравственного содержания:
- «Надежное добро» (М.,1786), перевод с латинского;
- «Брань духовная или наука о совершенной победе над самим собою» Лоренцо Скуполи (1529—1610), перевод с латинского с варшавского издания 1782 года студента Ивана Андреевского (М.: Тип. Комп. типогр., 1787. — 254 с.)[6]; в 1794 года книжка вышла вторым изданием под новым заглавием: «Подвиг христианина против искушений» (Синод. тип., 1794. — 277 с.); позднее переведённая с греческого Феофаном Затворником, она стала широко известна как «Невидимая брань». Ныне перевод Андреевского переиздан: Брань духовная, или Наука о совершенной победе самого себя. — СПб.: Азбука-классика, 2009. — 446 с.

## Комментарии
1. ↑  Словари Брокгауза и Половцова и Энциклопедический словарь «Императорский Московский университет» дают иную хронологию: В 1805 определён адъюнктом, а в 1807 экстраординарным профессором. Однако формуляр 1809 года в РГИА (Ф. 733, Оп. 28, Д. 94 — о пенсии вдове) предоставляет другую информацию.